# Galatowie
Galatowie, Galaci – grecka nazwa nadana Celtom, którzy wtargnęli do Grecji i Macedonii na początku III w. p.n.e. i osiedlili się w Azji Mniejszej (głównie w północnej i środkowej części, w regionie nazwanym później Galacją) zachowując etniczną odrębność.

## Historia
W 279 roku p.n.e. naddunajscy Celtowie, po pokonaniu króla Macedonii Ptolemeusza Keraunosa (zabitego po bitwie pod Bitolą) i złamaniu greckiego oporu pod Termopilami, złupili centra religijne w Delfach, Dodonie i Olimpii. Najazd Celtów spowodował, że będący dotąd przeciwnikami Antioch I i Antygon II Gonatas zawarli w obliczu niebezpieczeństwa przymierze i zadali łupieżcom klęskę w bitwie pod Delfami. Wódz Celtów Brennus wkrótce zmarł wskutek odniesionej w walkach rany. Po jego śmierci Celtowie wysiedleni przez Antygona Gonatasa rozdzielili się. Część przeprawiła się przez Hellespont i w Azji Mniejszej założyła kraj zwany Galacją, a pozostali wrócili do swoich siedzib.
Galatowie przybyli do Azji Mniejszej zostali wezwani tam przez króla Bitynii Nikomedesa I i wynajęci przez niego jako najemnicy w walkach z jego bratem w zamian za dolinę rzeki Halys. Azjatyccy Galatowie w 275 roku p.n.e. zostali pobici przez Antiocha I, który otrzymał wtedy przydomek Soter, i zostali zepchnięci na tereny, na których założyli później Galację. Waleczność Galatów sprawiła, że sąsiednie państwa musiały się z nimi liczyć, a nawet płacić trybut. W roku 240 p.n.e. płacenia trybutu odmówił władca Pergamonu Attalos I i stoczył zwycięską bitwę z Galatami nad rzeką Kaikos, po której objawił się królem Pergamonu i przybrał przydomek: Galatonikes. Galatowie stracili na znaczeniu, lecz chwytali jeszcze kilkakrotnie za broń, m.in. gdy Rzym przekazał ich miasta Pergamonowi. Zwycięstwa Pergamończyków upamiętniono pomnikiem Grupa Galów. W 64 r. p.n.e. Galacja została przyłączona do Rzymu.
Według Liwiusza Galatowie dzielili się na trzy plemiona: Tektosagowie osiedlili się na ziemiach położonych wokół dzisiejszej Ankary, Tolistebogiowie wokół miasta Pessinus, a Trokmowie wokół Tavium. Każde z trzech plemion podzielone było na cztery części, zwane tetrarchiami na czele z wodzem – tetrarchą. Tetrarchowie sprawowali niepodzielną władzę w swoich częściach (kantonach), z wyjątkiem osądzania morderstw, czego dokonywała rada składająca się z trzystu członków wybieranych z ich wszystkich dwunastu kantonów. Po poddaniu Rzymowi na czele Galatów stanęło wspólnie trzech przywódców plemion. Wkrótce potem po władzę sięgnął Dejotarus, który został uznany za króla Galacji przez Rzymian.
Przez Galację prowadziła trasa jednej z podróży misyjnych apostoła Pawła. Później napisał on jeden ze swoich listów do chrześcijańskich mieszkańców miast galackich.

## Królowie Galatów
- Dejotarus (62–40 p.n.e.)
- Brogitariusz (40–37 p.n.e.)
- Amyntas (37–25 p.n.e.)